# Charles Mingus
Pour les articles homonymes, voir Mingus.
Charlie Mingus, né Charles Mingus, Jr le 22 avril 1922 à Nogales, Arizona, et mort le 5 janvier 1979 à Cuernavaca (Mexique), est un multi-instrumentiste (principalement contrebassiste, mais aussi pianiste, tromboniste et violoncelliste) et  compositeur de jazz américain. Il était aussi connu pour son engagement antiraciste.
Il a apporté une contribution majeure au jazz, à la fois en qualité de compositeur et chef d'orchestre, mais aussi en tant qu'instrumentiste. De nombreux musiciens sont passés par ses différentes formations pour ensuite se lancer dans des carrières impressionnantes. Ses compositions, bien que mélodiques et marquantes, ne sont pas souvent reprises, ce qui est peut-être dû à leur caractère non conventionnel.
Son tempérament excentrique et souvent effrayant est presque aussi connu que sa musique. Son refus de compromettre son intégrité artistique et un certain nombre d'expériences traumatisantes liées au racisme ont provoqué de nombreuses éruptions de colère sur scène et ailleurs.
Une grande partie de la musique de Mingus est basée sur l'énergie du bebop et du hard bop, avec une forte influence du gospel. Mingus utilise aussi fréquemment des éléments du Third stream, du free jazz, du jazz Nouvelle-Orléans et même de la musique classique, tout en évitant toujours les catégories et en créant une musique personnelle. Il s'intéresse à l'improvisation collective et est très attentif à l'interaction de chaque musicien avec la formation entière. Il écrit des parties instrumentales en tenant compte des spécificités de ses musiciens, ce qui le rapproche des méthodes de Duke Ellington pour qui il a une admiration sans limites.
Atteint par la sclérose latérale amyotrophique, il passe la fin de sa vie dans un fauteuil roulant. Les premiers symptômes de paralysie apparaissent au printemps 1977, et le diagnostic est établi le 23 novembre 1977. Sa dernière apparition sur scène a lieu au State University Theater à Phoenix, Arizona pendant l'automne 1977. Il est reçu par le président Jimmy Carter à la Maison-Blanche le 18 juin 1978 et meurt six mois plus tard à Cuernavaca au Mexique.
Le Mingus Big Band, qui continue de donner des concerts, a été créé après sa mort par son épouse Sue Mingus (en), dont l'objectif est de jouer la musique de Mingus, en particulier les nombreuses compositions qui ont été découvertes après sa mort.

## Biographie

### Enfance
Charles Mingus naît le 22 avril 1922 dans une base de l'armée américaine à Nogales en Arizona. Sa mère, Harriet Sophia Mingus, est d'ascendance chinoise, anglaise, et afro-américaine, et son père, le sergent Charles Mingus, d'ascendance suédoise et afro-américaine ; il revendique également des origines Cherokee. Après le déménagement de la famille Mingus dans le quartier de Watts à Los Angeles en Californie, Harriet Mingus meurt le 7 septembre 1922 de la myocardite. Charles Mingus père épouse alors Mamie Newton Carson le 1er juillet 1923.
Sa belle-mère ne permet à la maison que la musique d'église mais Mingus développe très jeune l'amour du jazz, particulièrement pour la musique d'Ellington. Il étudie le trombone puis le violoncelle. Une partie de la technique de violoncelle qu'il apprend est applicable à la contrebasse quand il choisit cet instrument au lycée. À 17 ans, Mingus prend des cours avec le contrebassiste Red Callender, puis avec Herman Rheinschagen, un musicien classique, anciennement membre du New York Philharmonic. Parallèlement à ses études classiques, il participe aux sessions hebdomadaires de Lloyd Reese (en), l'un des premiers pédagogues du jazz.
Déjà à l'adolescence, Mingus écrit un nombre considérable de morceaux plutôt avancés ; beaucoup sont semblables au « Third Stream Jazz » (tentative de « fusion » entre classique et jazz). Un certain nombre sont enregistrés en 1960 sous la conduite de Gunther Schuller dans l'album Pre Bird (en référence à Charlie Parker).

### Début de carrière
Il commence sa carrière professionnelle avec le clarinetiste Barney Bigard, puis plus tard avec Louis Armstrong, au début des années 1940. Pendant cette période, il travaille aussi dans la région de Los Angeles avec le trompettiste Howard McGhee, le saxophoniste Illinois Jacquet, et la chanteuse Dinah Washington. Il dirige aussi sa propre formation, sous le nom de « Baron » Mingus, à la manière de Duke Ellington. Un enregistrement de 1946, Baron Mingus & His Octet révèle la forte affinité de Mingus pour la musique d'Ellington, et le jeu de contrebasse de Jimmy Blanton.
En 1947, il est engagé par Lionel Hampton. L'orchestre de Hampton enregistre la composition Mingus Fingers de Mingus qui acquiert rapidement une réputation de contrebassiste talentueux, et de compositeur prometteur. Mingus ne reste pas longtemps chez Hampton, et le manque de travail à Los Angeles l'oblige à quitter temporairement la musique pour travailler en tant que facteur.
En 1949, le vibraphoniste Red Norvo l'engage dans son trio, dont l'autre membre est le guitariste Tal Farlow. Cet ensemble bebop virtuose se distingue par l'originalité du format vibraphone / guitare / contrebasse, et connaît un succès considérable en 1950 et 1951.

### Déménagement à New York
Après avoir quitté le groupe de Norvo, Mingus déménage à New York. Il se produit en sideman avec Miles Davis, Billy Taylor, Dizzy Gillespie, Terry Gibbs, Stan Getz, Bud Powell, Lennie Tristano — et Charlie Parker qu'il accompagne épisodiquement jusqu'à sa mort en 1955. Il fait brièvement partie de l'orchestre de Duke Ellington avant d'être licencié le 2 février 1953 à cause d'une dispute au cours de laquelle il menace le tromboniste Juan Tizol avec une barre de fer.
En compagnie de sa deuxième femme Celia Zaentz Mingus et du batteur Max Roach, il fonde en 1952 le label de disques indépendant Debut Records (en), afin de publier leurs propres enregistrements mais aussi quelques séances de jeunes talents. Le 15 mai 1953, Mingus, Dizzy Gillespie, Charlie Parker, Bud Powell, Max Roach se produisent au Massey Hall de Toronto. Le concert est enregistré (Mingus rejoue dans le studio de Rudy Van Gelder les parties de basse inaudibles sur l'enregistrement live) et publié par Debut sous le titre Quintet of the Year: Jazz at Massey Hall. Le succès commercial de ce disque assure une sécurité financière au label, et une place dans l'histoire du bebop à Mingus.
En octobre 1954, Savoy Records lui propose l'enregistrement d'un premier disque sous son nom. À cette époque, Mingus donne à ses orchestres successifs le titre générique de Jazz Workshop, et ce nom est aussi retenu pour l'album enregistré le 31 octobre 1954 avec John LaPorta, Teo Macero, George Barrow (en), Mal Waldron, et Rudy Nichols.

### Premiers enregistrements majeurs
La décennie à venir est une des périodes les plus créatives et productives pour Mingus, avec l'enregistrement d'une trentaine de disques environ en dix ans.
En 1956, Mingus enregistre pour Atlantic en compagnie de Jackie McLean, Mal Waldron, J. R. Monterose et Willie Jones (en) sa première œuvre majeure : Pithecanthropus Erectus. Ce disque introduit un nouveau style qui préfigure déjà le jazz plus libre des années 1960, avec certaines parties totalement improvisées.
En 1957, il rencontre Dannie Richmond qui reste son batteur préféré jusqu'à la fin de sa vie. Leur première collaboration est documentée sur The Clown, également chez Atlantic. La même année, il enregistre Tijuana Moods, mais ce disque ne sort qu'en 1962.
En 1959, Mingus sort trois disques majeurs : Blues & Roots (Atlantic), une sorte de retour volontaire aux racines de la musique noire américaine, Mingus Ah Um (Columbia), son disque le plus connu et le plus accessible, et Mingus Dynasty (Columbia).
En 1960, probablement en réaction au free jazz naissant[réf. nécessaire], il enregistre Charles Mingus Presents Charles Mingus avec Eric Dolphy, Ted Curson et Dannie Richmond. Le disque sort sur le petit label Candid qui appartient à un ami de Mingus, le critique de jazz Nat Hentoff. À la fin de la même année il enregistre, toujours sous le label Candid, un album intitulé Newport Rebels, en collaboration avec Max Roach et Eric Dolphy.
En 1962, Mingus enregistre Money Jungle (Blue Note) avec Duke Ellington et Max Roach.

## Le caractère de Mingus
Si le talent musical de Mingus force le respect, ses violentes colères sur scène sont redoutées, qu'elles soient dirigées vers les membres de l'orchestre ou vers le public. Mingus est de forte constitution, voire obèse (surtout vers la fin de sa vie) et de l'avis général souvent intimidant et effrayant quand il s'exprime par la colère.
Jackie Paris a été le témoin privilégié de l'irascibilité de Mingus. Paris se souvient d'une soirée au Village Vanguard : « Il a chassé tout le monde de la scène sauf le batteur Paul Motian et moi… Nous trois avons poursuivi le blues pendant environ une heure et demie avant qu'il ne rappelle les autres gars. »
Le 12 octobre 1962, Mingus travaille avec le tromboniste Jimmy Knepper dans son appartement, en préparation du concert au New York Town Hall. Il demande à Knepper d'écrire des arrangements supplémentaires. Celui-ci refuse. Mingus est alors pris d'une colère violente, et frappe Knepper au visage si violemment qu'il lui brise une couronne dentaire. D'après Knepper, cet incident le rend incapable de jouer l'octave la plus aiguë de  son instrument et met fin pour un temps à sa relation avec Mingus. Mingus est jugé pour cela en janvier 1963 et écope d'une peine avec sursis.

## Épitaphe
« Epitaph (en) » est une œuvre majeure de Mingus, une des plus longues œuvres de jazz jamais écrites. C'est une composition de plus de 4 000 mesures qui dure 2 heures et qui a été complètement mise au jour après sa mort par le travail de catalogage du musicologue Andrew Homzy. Avec l'aide de la Fondation Ford, la pièce a été jouée pour la première fois le 3 juin 1989, 10 ans après sa mort par un orchestre de 30 musiciens dirigé par Gunther Schuller. Ce concert a été produit par la veuve de Mingus, Sue Graham Mingus, au « Alice Tully Hall ».

## Discographie sélective
| - 1955 : Blue Moods (Debut) avec Miles Davis - 1955 : Chazz - 1956 : Pithecanthropus Erectus (Atlantic) - 1957 : The Clown (Atlantic) - 1957 : East Coasting (Bethlehem Records) - 1959 : Blues & Roots (Atlantic) - 1959 : Mingus Ah Um (Columbia) - 1959 : Mingus Dynasty (Columbia) - 1960 : Pre Bird (Mercury) - 1960 : Mingus at Antibes (Atlantic) - 1960 : Charles Mingus Presents Charles Mingus (Candid) - 1960 : Newport Rebels (Candid) | - 1961 : Tonight at noon (Atlantic) - 1962 : Oh Yeah (Atlantic) - 1962 : Tijuana Moods - 1963 : The Black Saint and the Sinner Lady (Impulse!) - 1963 : Mingus Mingus Mingus Mingus Mingus (Impulse!) - 1963 : Mingus Plays Piano (Impulse!) - 1972 : Let My Children Hear Music (Columbia) - 1974 : Changes One (en) (Atlantic) - 1974 : Changes Two (Atlantic) - 1976 : Cumbia & Jazz Fusion (Atlantic) - 1990 : Epitaph (en) (Columbia, posthume) - 2007 : Cornell 1964 (Blue Note) |

### Avec Duke Ellington
- 1961 : Money Jungle (Blue Note)

### Avec Red Norvo
- 1995 : Red Norvo Trio with Tal Farlow and Charles Mingus: The Savoy Sessions (Savoy Jazz)

## Reprises
De toutes ses compositions, son élégante élégie de Lester Young, « Goodbye Pork Pie Hat » (de Mingus Ah Um) est celle qui a fait l'objet de plus de reprises, par des artistes de jazz mais aussi par des musiciens aussi divers que Jeff Beck, John McLaughlin, Eugene Chadbourne, Bert Jansch et John Renbourn avec et sans Pentangle. Joni Mitchell a chanté la chanson avec ses propres arrangements. Elvis Costello a enregistré « Hora Decubitus » (de Mingus Mingus Mingus Mingus Mingus) sur My Flame Burns Blue (2006). A noter également l'utilisation de sa musique « Fable of Faubus » par Claude Nougaro pour sa chanson Harlem.
En 1964, le saxophoniste Pepper Adams consacre un album à Mingus dans un album intitulé «Pepper Adams Plays Charlie Mingus » (1963) (Fresh Sound)

## Cinéma
- En 1959 Mingus a composé la musique du film Shadows de John Cassavetes.
- En 1962 Mingus fait une apparition dans son propre rôle dans le film All Night Long. On le voit notamment jouer avec Dave Brubeck.
- En 1968 Thomas Reichman a réalisé le documentaire Mingus: Charlie Mingus 1968.
- En 1998 Don McGlynn a réalisé le documentaire Charles Mingus: Triumph of the Underdog (78 minutes).

## Hommages
En 1985, dans son titre La Boîte de Jazz, composé comme un hommage aux grands jazzmen américains, le chanteur français Michel Jonasz mentionne le nom de Charles Mingus.

#### Autobiographie
- Charles Mingus (trad. Jacques B. Hess), Moins qu'un chien (Beneath the underdog, 1971, Marseille, Éditions Parenthèses, coll. "Epistrophy", 1982

#### Autobiographie de son épouse
- Sue Graham Mingus (en) (trad. Christian Gauffre), Pour l'amour de Mingus [« Tonight at noon : A love story »], Paris, Éditions du Layeur, 2003 (ISBN 2-911468-95-3)

#### Monographies
- Christian Béthune, Charles Mingus, Montpellier (France), Éditions du Limon, 1988, 212 p. (ISBN 978-2-907224-07-9, lire en ligne).
- (en) Janet Coleman and Al Young, Mingus / Mingus : two memoirs, Creative Arts Book Co., 1989.
- Enzo Cormann, Mingus, Cuernavaca, Pertuis (Vaucluse), Rouge Profond, 2003, 48 p. (ISBN 2-915083-01-0)
- (en) Andrew Homzy, Charles Mingus, more than a fake book : (partitions de compositions + analyse), New York, NY Milwaukee, WI, Jazz Workshop Distributed by H. Leonard Pub. Corp, 1991, 160 p. (ISBN 0-7935-0900-9)
- (en) Todd Jenkins, I know what I know : the music of Charles Mingus, Westport, Conn, Praeger, 2006, 196 p. (ISBN 0-275-98102-9, lire en ligne)
- Didier Levallet et Denis Constant-Martin, L'Amérique de Mingus : musique et politique : les Fables of Faubus de Charles Mingus, Paris, P.O.L, 1991, 216 p. (ISBN 2-86744-191-9)
- (it) Mario Luzzi, Charles Mingus, coll. « Musicamerica » (no 5), Lato side, 1983.
- (en) Gene Santoro, Myself when I am real : the life and music of Charles Mingus, New York, Oxford University Press, 2000, 478 p. (ISBN 0-19-514711-1, lire en ligne)
- (de) Horst Weber et Gerd Filtgen, Charles Mingus, sein Leben, seine Musik, seine Schallplatten, Gauting-Buchendorf, Oreos, 1984 (ISBN 3-923657-05-6)
- (it) Stefano Zenni, Charles Mingus : polifonie dell'universo musicale afroamericano, Viterbe, Stampa alternativa/Nuovi equilibri, 2002, 189 p. (ISBN 88-7226-728-5)

#### Chapitres dans des monographies
- (en) John Goldsby. The Jazz Bass Book (pages 84–89), Backbeat Books, 2002,  (ISBN 0-87930-716-1)

#### Autres
Noël Balen, Étienne Gauthier et Amaury Volsion ont rendu hommage à Charles MINGUS à travers un livre, un album et un film :
- MINGUS ERECTUS (Noël Balen auteur) livre de 120 pages  (ISBN 979-10-278-0085-8)
- MINGUS ERECTUS (Noël Balen, Étienne Gauthier auteurs compositeur) album de 18 titres
- MINGUS ERECTUS (Amaury Volsion, auteur, réalisateur) le film

On citera à titre de curiosité, la bande dessinée accompagnée de deux CD : 
- Louis Joos, Charles Mingus, Nocturne, 2008  (ISBN 978-2-84907-041-3)

William Memlouk s'est inspiré de la vie de Charlie Mingus dans son livre Mingus Mood :
- William Memlouk, Mingus Mood, 2011, 252 pages, Édition Julliard  (ISBN 2-260-01955-2)